# Pelagius
Pelagius vagy magyarosan Pelágiusz (kb. 360 – 418/420) ír vagy brit szerzetes volt; a nevéről elnevezett pelagianizmus alapítója.
Valószínűleg 384 előtt ment Rómába és tanának hirdetése előtt tiszta erkölcsű és jámbor férfiú hírében állott és több szent férfiú barátságával dicsekedhetett, akikkel levélbeli érintkezésben volt. Ez időben, Gennadius szerint, több munkát irt: a Szentháromságról (3 köt.); egy erkölcstant Eulogiarum liber cím alatt.
A jogtudósból szerzetes lett, Coelestius barátságra lépett vele és 411 körül együtt Afrikába mentek, Szt. Ágoston hippói püspök területére. Coelestius Karthágóban pappá akart lenni, Pelagius pedig tovább ment Palesztinába. Valószínűleg Coelestius szabad és leplezetlen nyilatkozatai folytán, az Aurelius érsek által összehívott zsinaton kerültek napvilágra tanaik. Ezek szerint :
1. Ádám meghalt volna, ha nem is vétkezik.
2. Ádám bűne csak neki ártott és nem az egész emberiségnek.
3. Az újszülött gyermekek olyan állapotban vannak, mint Ádám a bűnbeesés előtt.
4. Ádám halála és bűne épp oly kevéssé oka az egész emberi nem halálának, amint Krisztus feltámadása folytán nem támad fel az egész emberi nem.
5. A törvény megtartása éppúgy vezet a mennyországba, mint az evangélium.
6. Jézus eljövetele előtt is voltak bűn nélkül való emberek.

Miután Coelestius e tanokat visszavonni nem akarta, 412-ben kimondták fölötte a kiközösítést az egyházból.
E tanok sok küzdelemre adtak okot. Pelagius ellen 415-ben Palesztinában két zsinatot tartottak, de eretnekséget nem bizonyítottak rá.
A püspökök (szám szerint 200-an) 418 máj. 1-én újabb zsinatot tartottak, amelyen kánont hoztak a pelagianizmus ellen. Ekkor a pápa Epistola tractatgoria nevezetű levelében elítélte a tanítást és ezt az egész katolikus világ püspökeivel közölte.
Coelestius 425-ben Rómába ment és a pápától ügyének megvizsgálását kérte, a pápa azonban mint konok tévtanítót Itáliából száműzte. Követőivel Konstantinápolyba ment, de innen is távozniok kellett II. Theodosius császár rendelete folytán. Pelagius további sorsáról nem sokat lehet tudni; valószínűleg Palesztinában halt meg.
A pelagianizmust 425 körül Galliában és Britanniában is terjesztették. 429-ben Groyesben és később St. Albansban is zsinatot tartottak, amelyeken Pelagius és tanítványa, Agricola is ki lett közösítve.
Miután a 431-ben az Efezusban megtartott zsinat (ld. epheszoszi zsinat) is elítélte a pelagianizmust, mindinkább letűnt a keleti láthatárról, nyugaton azonban enyhébb alakjában, a szemi-pelagianizmusban éledt fel.